# Аникщяйская усадьба
Аникщяйская усадьба (лит. Anykščių dvaras) — это территория в городе Аникщяй, к востоку от слияния рек Швянтойи и Аникшта, на подходах к узкоколейной железной дороге. Границы усадьбы: 0,25 км к юго-востоку от железнодорожного моста Аникщяй-Рубикяй через реку Швянтойи, 0,2 км к юго-востоку от берега Швянтойи в месте ее впадения в реку Аникшта, 0,06 км к юго-западу от железной дороги и 0,07 км к северо-западу от церкви.

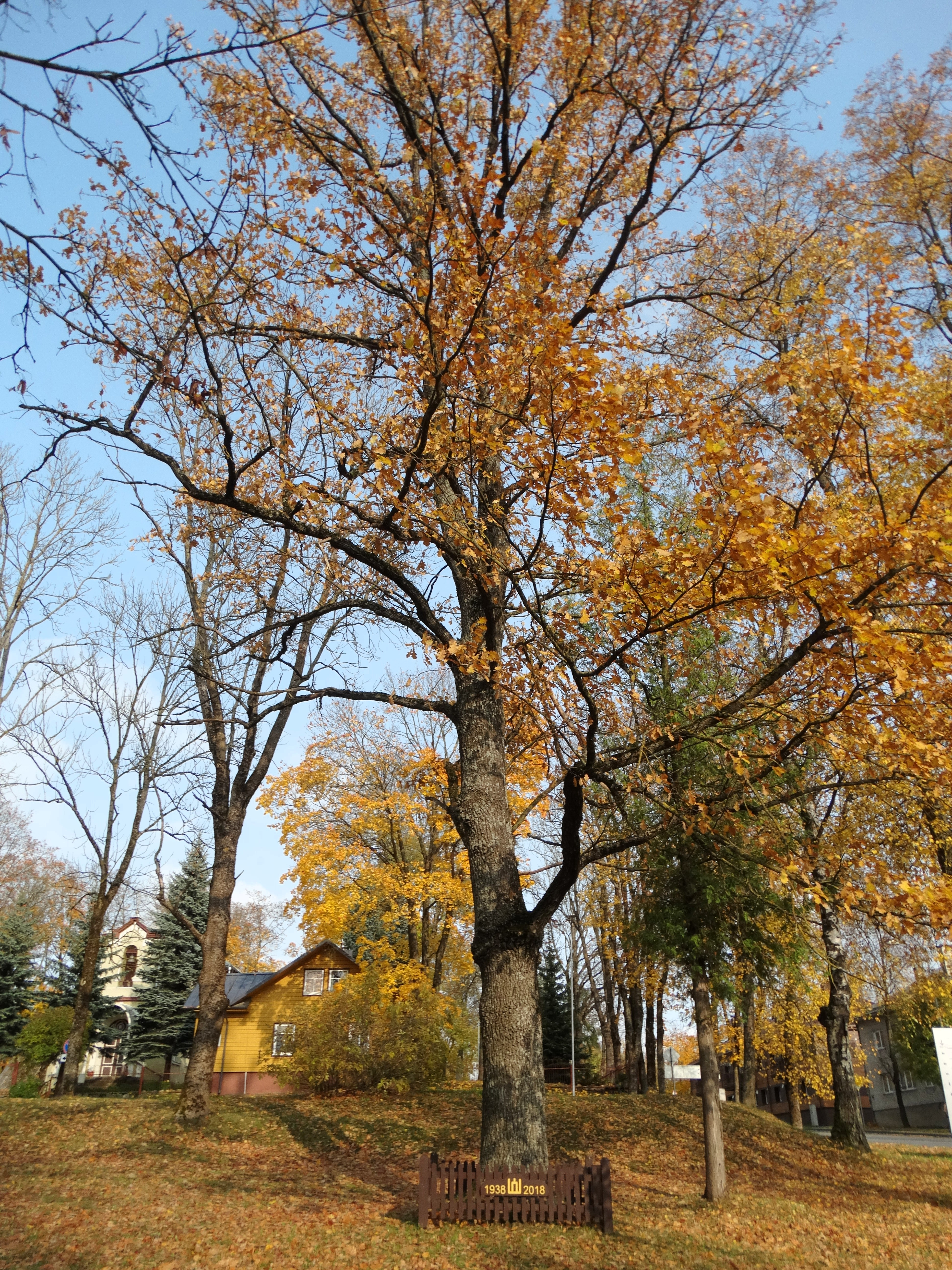
Дуб, посаженный в 1938 году

## История
Усадьба впервые упоминается в 1440 году Казимиром IV, великим князем литовским, в записке, которая подтверждает передачу Аникщайской усадьбы Радзивиллу Остиковичу. Это также и первое упоминание города Аникщяй в исторических источниках, 1440 год считается датой основания города. Позже усадьба сдавалась в аренду Островичам, Глебовичам и другим дворянским семьям.
Согласно археологическим находкам, современная усадьба Аникщяй датируется 16-18 веками. Самые ранние усадебные описи датируются 1773 годом. После восстания 1830 года перешло под прямой контроль Российской империи. В 1864-74 гг. на его территории был построен кирпичный православный храм. В конце XIX веке усадебные постройки пришли в упадок.
В постройках, находившихся на территории усадьбы, с 1806 г. действовала Аникщяйская начальная школа  с 1920 года начала работу средняя школа. В этой школе учились и работали будущий классик литовской литературы Антанас Виенуолис-Жукаускас, писатель Йонас Билюнас, профессор археолог Пятрас Тарасенка.

## Статус
Здесь есть действующая православная церковь, сохранившиеся школьные здания, которые были приспособлены под нужды общества: на них расположены дирекция Аникщяйского регионального парка, художественная мастерская и т. д.. Старые клёны и липы до сих пор напоминают о бывшей усадьбе. 